# Zauvijek zaljubljeni
Zauvijek zaljubljeni (šp. Juro que te amo) meksička je telenovela produkcijske kuće Televisa. Glavne uloge imaju Ana Brenda Contreras, José Ron, Patricia Navidad i Alejandro Ávila. Telenovela je prikazivana u mnogim zemljama, a neke od njih su i Meksiko, Hrvatska, Srbija te Bosna i Hercegovina.

## Radnja
Violeta Madrigal je mlada djevojka koja živi u selu Puerta del Cielo sa svojim roditeljima Amadom i Antonijom, te braćom Juliom, Danielom i sestrom Líjom. Njena obitelj bila je jedna od bogatijih u selu, no kada su iznenada doživjeli krah,  saznali su pravu gorčinu života. Zbog svog statusa Madrigali su shvatili da njihovi nekadašnji prijatelji nisu više susretljivi kao nekoć dok su imali ugled i bogatstvo.
Justino Fregoso je najmoćniji i najopasniji čovjek u selu. Svoje bogatstvo je stekao raznim dogovorima koji su uništili Tvrtku Cobre, a s time i tadašnju najmoćniju obitelj Madrigal. Dvije osobe koje imaju koristi od Justinove moći i novog statusa su njegova žena Malena, koja je konačno dobila status u društvu kakav je htjela, te njegova kćerka Mariela koja nikad ne propušta priliku da ponizi Violetu, lijepu Amadovu kćerku. 
Osim Justina za Amadovu propast odgovoran je i njegov rođak Mariano Lazcano. Njihov poslovni odnos dodatno je zapečatila i odluka lijepe Antonije da razvrgne zaruke s Marianom kako bi se udala za Amada. Mariano se tada oženio Leonorom,  no njegov obiteljski život nije postao onakav kakvim se on nadao. Njegova djeca Renato, Pablo i Ivana postala su sebična i egoistična, a i dalje lijepa Antonija ostaje predmet njegove čežnje. 
Nakon Amadove smrti, Violeta i Julio se odluče boriti svim snagama kako bi ispunili zadnju očevu želju te izbavili svoju obitelj iz siromaštva. Mariela Fregoso,  kako bi dodatno zagorčala život Violeti,  postigne dogovor s beskrupuloznim Maxom da prati svaki Violetin korak. Misleći kako je pravu ljubav pronašla u upravo u njemu, Violeta ni se sluti kako je Max zapravo Marielina marioneta. No stvari se drastično promijene kada radišan i častan mladić Jose Maria odluči osvojiti Violetino srce.

## Likovi

### Violeta Madrigal Campero
Violeta je predivna i pametna mlada djevojka koja živi u selu Puerta del Cielo sa svojim roditeljima Amadom i Antonijom, te braćom Juliom, Danielom i sestrom Lijom. Iako je svoje djetinjstvo provela u raskoši, morala se suočiti s iznenadnim krahom svoje obitelji.  Violeta mašta o tome da postane popularna dizajnerica. Impulzivna je, strastvena i ponosna, a najviše cijeni iskrenost.

### Jose Maria Aldama
Jose Maria posjeduje skromnu trgovinu u gradu. Osim što je odgovoran, vrijedan i pošten mladić,  Jose Maria je i veliki sanjar. Kada si zacrta cilj u životu obično ga i ostvari, a nakon što ugleda Violetu obeća sam sebi da će kad-tad osvojiti njeno srce. 

### Antonia Campero de Madrigal
Antonia je prelijepa žena i majka četvero djece. Nakon što ostane bez voljenog supruga Amada, postat će metom zlog Justina koji je uništio njenu obitelj. Ipak unatoč teškoj životnoj situaciji Antonia će dobiti drugu priliku za ljubav. 

### Justino Fregoso
Justino je čovjek bez principa koji nema osjećaja za druge ljude. Onima nisu imali prilike osjetiti njegovu zloću navlastitoj koži čini se kao običan čovjek koji je svima simpatičan.

### Malena de Fregoso
Malena je oportunistica koja uživa u komforu i luksuzu koji joj je pružio njen suprug. Svjesna je koliko je Justino opasan čovjek te zato dobro glumi poslušnu ženu. 

### Mariela Fregoso
Prelijepa Mariela oduvijek je ljubomorna na Violetin šarm. Na prvi pogled se zaljubila u Maxa te je odlučila postati njegovom ženom. Po karakteru Mariela je plitka i razmažena te prije svega tašta djevojka.

### Maximiliano Cuellar
Maximiliano zgodan i šarmantan ženskar koji radi kao pilot. Često se koristi lažima i prevarama kako bi se popeo na društvenoj ljestvici. Kada sretne Violetu, želi učini sve kako bi je zaveo. Max će imati i strastven te kompliciran odnos s Marielom Fregoso koja na sve načine želi povrijediti Violetu. 

### Rosalia "Lía" Madrigal Campero
Lía je dražesna, slatka i mudra djevojka. Njena istinska ljubav ja Pablo Lazcano, sin Mariana Lazcana.

### Julio Madrigal Campero
Julio je najstarije dijete u obitelji Madrigal.  Izuzetno privlačan i temperamentan mladić nema lagan zadatak. Naime on mora svoju obitelj izbaviti iz siromaštva. 

### Daniel Madrigal Campero
Daniel je zabavan, maštovit i veseo mladić. S obzirom na to da je tek zakoračio upravi život, Daniel počinje otkrivati sve čari života. 

## Uloge
| Glumac               | Lik                            |
| -------------------- | ------------------------------ |
| Ana Brenda Contreras | Violeta Madrigal Campero       |
| José Ron             | Jose Maria Aldama              |
| Patricia Navidad     | Antonia Campero de Madrigal    |
| Alejandro Ávila      | Mariano Lazcano                |
| Alexis Ayala         | Justino Fregoso                |
| Cecilia Gabriela     | Leonora Cassis de Lazcano      |
| Marcelo Córdoba      | Maximiliano Cuellar            |
| Florencia de Saracho | Mariela Fregoso                |
| Xavier Marc          | Otac Basilio Herrera           |
| Joana Brito          | Jesusa Ponciano                |
| Hector Saez          | Toribio                        |
| Lourdes Reyes        | Malena de Fregoso              |
| Mariana Karr         | Fausta Zuloaga                 |
| José Elías Moreno    | Rogelio Urbina                 |
| Natasha Dupeyrón     | Rosalia "Lía" Madrigal Campero |
| Alberto Agnesi       | Renato Lazcano Cassis          |
| Liliana Gorett       | Ivanna Lazcano Cassis          |
| Jessica Coch         | Cristina de Urbina             |
| Imanol Landeta       | Pablo Lazcano Cassis           |
| Osvaldo de León      | Rodrigo Charolet               |
| Pepe Gamez           | Julio Madrigal Campero         |
| Claudia Godínez      | Celia                          |
| Gerardo Murguía      | Celestino Charolet             |
| Adriano Zendejas     | Daniel Madrigal Campero        |
| Sury Sadai           | Coralito                       |
| Francisco Rubio      | Claudio Balcázar               |
| Graciela Bernardos   | Adelina                        |
| Cecilia Romo         | Olvido                         |
| Lorely Mancilla      | Candela                        |
| Roberto Miquel       | Delfino                        |
| Ariane Pellicer      | Janis                          |
| Antonio Escobar      | Pantaleón                      |
| Lorena Álvarez       | Adelaida Lacayo                |
| German Gutiérrez     | Alejandro Rangel               |
| Kelchie Arizmendi    | Irma                           |
| Luis José Santander  | Amado Madrigal                 |

## Glazba

### “Juro que te amo”
Naslovna melodija
Izvođač
- David Bisbal